# Aztlán

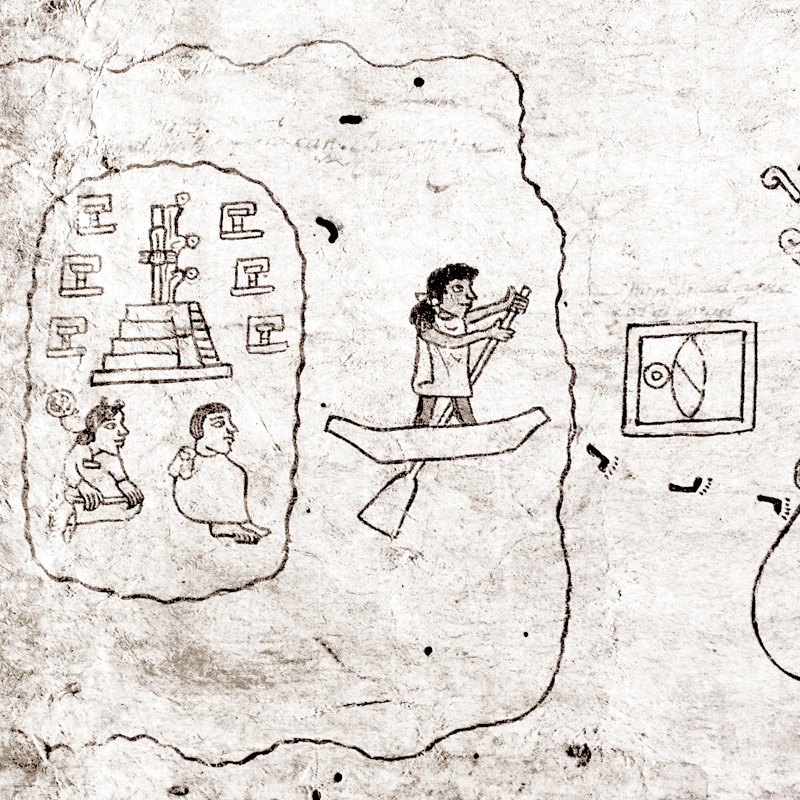
Strona z Kodeks Boturini przedstawiająca Aztlán

Aztlán (nah. aztatlan – miejsce blisko czapli, Miejsce Bieli) – mityczna wyspa na jeziorze w północnym Meksyku, z której wedle legendy przybyli do Doliny Meksyku Aztekowie.